# Gianmarco Cangiano
Gianmarco Cangiano (Napoli, 16 novembre 2001) è un calciatore italiano, attaccante del Pescara.

## Carriera
Crescituo nelle giovanili della Roma e del Bologna, nell'ottobre 2019 viene convocato per la prima volta dalla prima squadra dei rossoblù. Debutta coi felsinei il 22 giugno 2020 contro la Juventus in Serie A.
Il 23 settembre 2020 passa in prestito all'Ascoli.
Il 29 gennaio 2022 viene ceduto in prestito al Crotone fino al 30 giugno 2022.
Il 15 luglio 2022 Cangiano passa in prestito al Bari. Non avendo trovato molto spazio, l'11 gennaio 2023 è stato richiamato dal Bologna e successivamente è passato agli olandesi del Fortuna Sittard in prestito fino al termine della stagione con opzione di acquisto.
Il 10 agosto successivo, passa in prestito con diritto di riscatto al Pescara, in Serie C.
Il 2 agosto 2024, il suo prestito alla formazione biancazzurra viene rinnovato per un'altra stagione, con diritto di riscatto convertibile in obbligo al verificarsi di determinate condizioni.

## Statistiche

### Presenze e reti nei club
Statistiche aggiornate al 10 agosto 2025.
| Stagione        | Squadra         | Campionato      | Campionato | Campionato | Coppe nazionali | Coppe nazionali | Coppe nazionali | Coppe continentali | Coppe continentali | Coppe continentali | Altre coppe | Altre coppe | Altre coppe | Totale | Totale |
| Stagione        | Squadra         | Comp            | Pres       | Reti       | Comp            | Pres            | Reti            | Comp               | Pres               | Reti               | Comp        | Pres        | Reti        | Pres   | Reti   |
| --------------- | --------------- | --------------- | ---------- | ---------- | --------------- | --------------- | --------------- | ------------------ | ------------------ | ------------------ | ----------- | ----------- | ----------- | ------ | ------ |
| 2019-2020       | Bologna         | A               | 3          | 0          | CI              | 0               | 0               |                    | -                  | -                  |             | -           | -           | 3      | 0      |
| 2020-2021       | Ascoli          | B               | 25         | 1          | CI              | 1               | 0               |                    | -                  | -                  |             | -           | -           | 25     | 1      |
| 2021-gen. 2022  | Bologna         | A               | 0          | 0          | CI              | 0               | 0               |                    | -                  | -                  |             | -           | -           | 0      | 0      |
| gen.-giu. 2022  | Crotone         | B               | 7          | 0          | CI              | 0               | 0               |                    | -                  | -                  |             | -           | -           | 7      | 0      |
| 2022-gen. 2023  | Bari            | B               | 6          | 0          | CI              | 2               | 0               |                    | -                  | -                  |             | -           | -           | 8      | 0      |
| gen.-giu. 2023  | Fortuna Sittard | ED              | 5          | 0          | CO              | 0               | 0               |                    | -                  | -                  |             | -           | -           | 5      | 0      |
| 2023-2024       | Pescara         | C               | 34+2       | 5          | CI-C            | 4               | 2               |                    | -                  | -                  |             | -           | -           | 40     | 7      |
| 2024-2025       | Pescara         | C               | 36+8       | 2          | CI-C            | 1               | 0               |                    | -                  | -                  |             | -           | -           | 45     | 2      |
| 2025-2026       | Pescara         | B               | 0          | 0          | CI              | 1               | 0               |                    | -                  | -                  |             | -           | -           | 1      | 0      |
| Totale Pescara  | Totale Pescara  | Totale Pescara  | 70+10      | 7          |                 | 6               | 2               |                    | -                  | -                  |             | -           | -           | 86     | 9      |
| Totale carriera | Totale carriera | Totale carriera | 125        | 8          |                 | 9               | 2               |                    | -                  | -                  |             | -           | -           | 134    | 10     |